# Juan Domínguez Palermo
Giovanni Domenico di Vargas Palermo (Palermo, 1560 – Buenos Aires, 9 giugno 1635) è stato un militare e politico spagnolo, prestò servizio a Lepanto (1575-1578) e contribuì alla conquista dei territori di Tunisia e Biserta per la Spagna.
Soldato che raggiunse il grado di capitano, fu intorno al 1587 il primo residente di origine ispano-siciliana dell'allora neonata città di Buenos Aires, dove nel 1605 fu eletto assessore del suo Municipio durante il Vicereame del Perù. Il suo nome è legato a uno dei quartieri più esclusivi di Buenos Aires, Palermo.
Nacque in Sicilia, figlio di Domingo de Giovanni e Maria de Vargas, appartenente ad una illustre famiglia. Servì sotto il comando di Giovanni d'Austria, fornendo servizi a Malta, Napoli e Spagna.  Stabilitosi nel Río de la Plata nel 1590, ricevette concessioni di terreni a Buenos Aires, essendo proprietario di diverse haciendas nei sobborghi della città. Fu membro attivo del Consiglio Comunale, ricoprendone la carica di regidor per diversi anni. Ricoprì anche la carica onoraria di sindaco di Buenos Aires, carica relativa al controllo delle attività economiche della città.
Si sposò due volte, la prima con Isabel Gómez de Saravia, figlia di Miguel Gómez de la Puerta e Beatriz Luiz de Figueroa, appartenenti a famiglie di conquistatori spagnoli e portoghesi, e la seconda con María Rodríguez, una discendente creola del capitano Antón Higueras de Santana. Sua figlia Juana Gómez de Saravia, era sposata con Francisco de Melo Coutinho, figlio di João de Melo Coutinho e Juana Holguín, appartenente alle famiglie di Vasco Fernandes Coutinho e Pedro Álvarez Holguín.